# Joodse Brigade
De Joodse Infanterie Brigadegroep, beter bekend als de Joodse Brigade, was een militaire eenheid in het Britse leger in de Tweede Wereldoorlog. De eenheid zag het levenslicht in de tweede helft van 1944 en de leden werden gerekruteerd onder de Joodse bevolking van Palestina. De eenheid vocht mee in Italië. Na de oorlog hielpen brigadeleden Holocaustoverlevenden emigreren naar Palestina, ondanks de Britse beperkingen.

## Geschiedenis

### Situatie in Palestina
Na de Eerste Wereldoorlog volgde Groot-Brittannië en Frankrijk de Ottomanen op als machthebbers in het Midden-Oosten. Dit leek voor de zionistische beweging de kans op een Joods thuisland in Palestina te vergroten. Met het uitgeven van de Balfourdeclaratie geloofde de zionisten dat ze konden rekenen op de steun van de Britten. Tijdens de jaren twintig en dertig groeide de Joodse bevolking in Palestina hard. Aan het begin van de Tweede Wereldoorlog woonden er vierhonderdduizend Joden in Palestina.

### Tweede Wereldoorlog

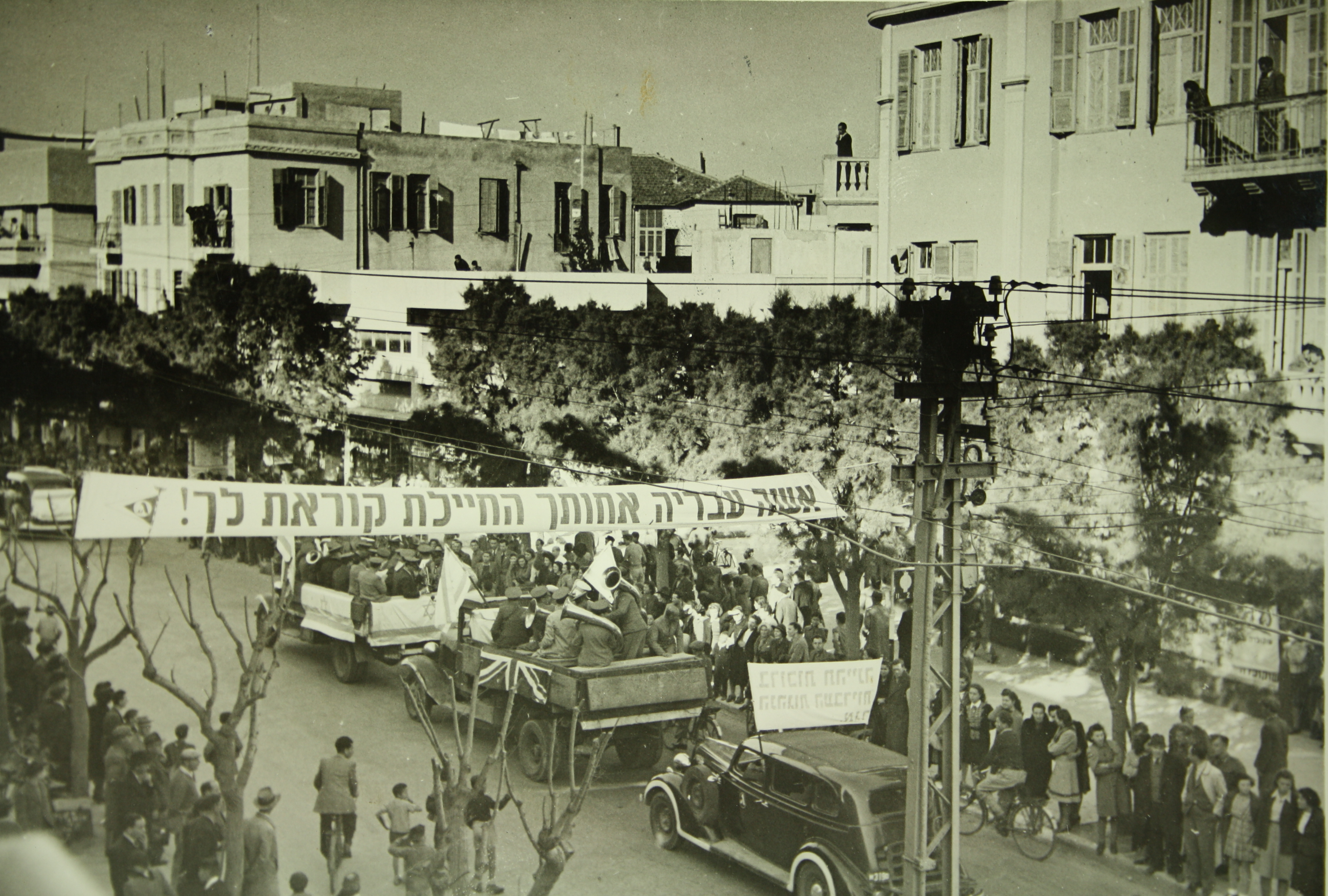
De Britten werven in Tel Aviv vrijwilligers voor het leger

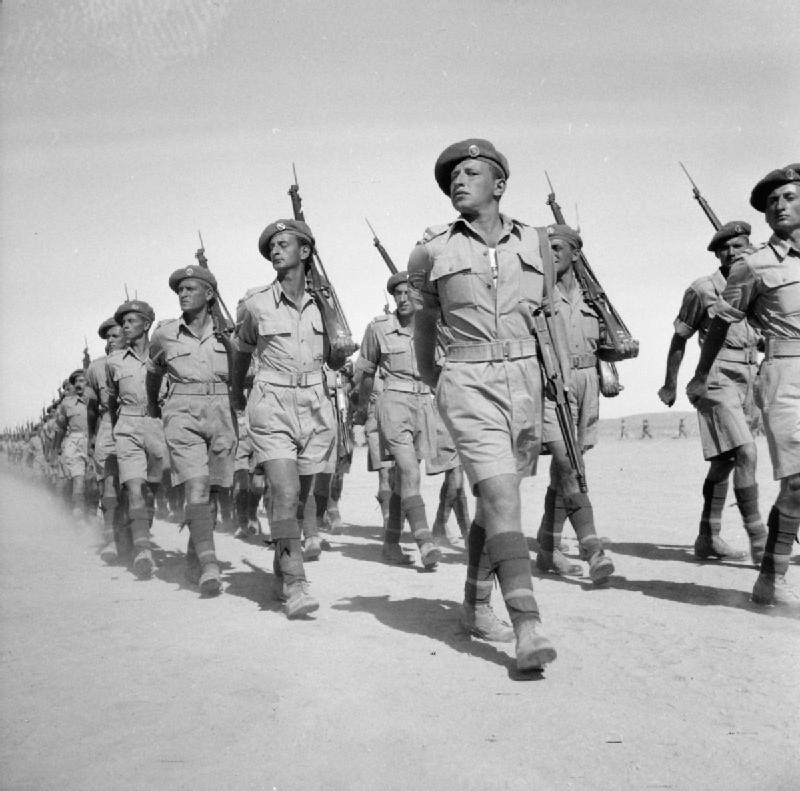
De Joodse Brigade tijdens een parade

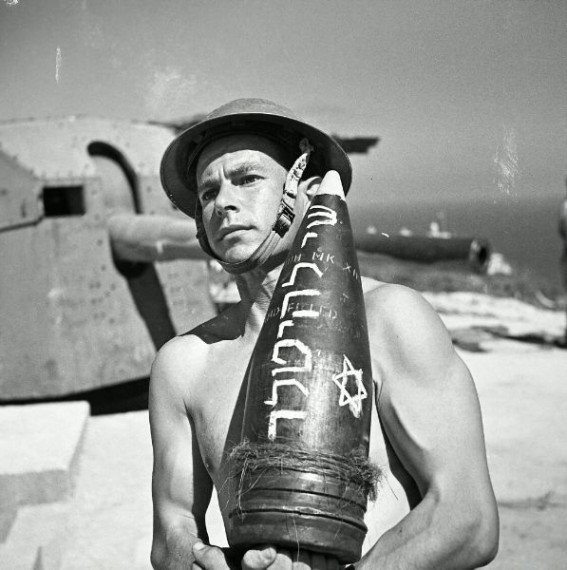
Een lid van de Joodse Brigade met een granaat met daarop in het Hebreeuws de tekst: "Een geschenk aan Hitler"

Na de Arabisch-Palestijnse opstand (1936-1939) beperkte de Britse regering van Neville Chamberlain de instroom van nieuwe Joodse immigranten met het bekende White Paper. Na de uitbraak van de Tweede Wereldoorlog in september 1939 sprak David Ben-Gurion, hoofd van het Joods Agentschap de woorden: "We zullen het White Paper bevechten alsof er geen oorlog is en de oorlog alsof er geen White Paper is". Chaim Weizmann, hoofd van de Zionistische Wereldorganisatie, wilde een eigen Joodse gevechtseenheid binnen het Britse leger creëren, maar de Britten zagen dat niet zitten. 
In plaats daarvan mochten Palestijnse Joden zich wel aanmelden bij het Royal Army Service Corps en het Royal Pioneer Corps, op voorwaarde dat het aantal Joden gelijk was aan het aantal Arabieren. In reactie daarop probeerde het Joods Agentschap zoveel mogelijk Arabische vrijwilligers te werven. Het uitvalspercentage onder die Arabieren was vrij hoog, waardoor het grootste deel van de vrijwilligers alsnog gevormd werd door Joden. 
De Joodse vrijwilligers werden vooral ingedeeld bij niet-gevechtseenheden. Ze droeg het Royal Army Service Corps vooral zorg voor transporten of bijvoorbeeld de opbouw van legerbarakken. Andere Joodse vrijwilligers bewaakten krijgsgevangenen. In augustus 1942 kwam het Palestinaregiment tot stand dat gelegerd was in Egypte en Libië. Het regiment vocht nabij Benghazi tegen Duitse troepen, maar verrichtte verder voornamelijk bewakingsdiensten.

### Vorming van de brigade
De Brits regering was terughoudend met de vorming van een Joodse gevechtseenheid, aangezien ze vreesde dat de vrijwilligers zouden profiteren van de opgedane kennis en die na de oorlog tegen de Britten zouden gebruiken, die het in Palestina nog altijd voor het zeggen hadden. In augustus 1944 ging premier Winston Churchill toch overstag. Volgens Rafael Medoff was Churchill getroffen door de slachting onder Hongaarse Joden en wilde hij de Amerikaanse publieke opinie beïnvloeden.

### Italiaanse veldtocht
In september 1944 vestigde de Joodse Brigade haar hoofdkwartier in Egypte. De zionistische vlag gold als standaard. Het bataljon bestond uit vijfduizend Joodse vrijwilligers uit Palestina. Het al eerder gevormde Palestinaregiment vormde de kern van de nieuwe brigade. De brigade, die onder leiding stond van Ernest Benjamin, vertrok in oktober 1944 naar Italië als onderdeel van het Britse 8e Leger. De Joodse Brigade werd ingezet tijdens het Lenteoffensief. Ze arriveerde op 3 maart 1945 aan het front dat liep langs de rivier Senio in het noorden van Italië. Daar kwam het tot kleine botsingen met de Duitse 42e Jagerdivisie en de 362e Infanteriedivisie. Op 19 maart kwam het tot de eerste grote gevechtsactie bij Alfonsine. De brigade doodde die dag negentien Duitsers en nam elf krijgsgevangenen tegenover twee doden en drie gewonden aan eigen zijde. Vervolgens vocht de brigade tegen het 4e Parachutistenregiment van generaal-luitenant Heinrich Trettner.
In totaal bracht de Joodse Brigade 48 dagen door aan de frontlinie. Er zijn aanwijzingen dat brigadeleden Duitse militairen die zich wilden overgeven uit wraak doodschoten. In totaal verloren 83 leden van de brigade het leven en waren er tweehonderd gewonden. De doden zijn begraven op het Ravenna War Cementry. Vertegenwoordigers van de Joodse Brigade maakten deel uit van een Britse delegatie die op audiëntie ging bij paus Pius XII. Op het moment dat de oorlog beëindigd was lag de Joodse Brigade in Tarvisio, nabij de grens met Oostenrijk en Joegoslavië. In juli 1945 vertrok de brigade naar België en Nederland, waarna zij in 1946 ontbonden werd.

### Na de oorlog
Direct na afloop van de oorlog werd er een groep binnen de Joodse Brigade gevormd die onder militaire dekmantel jacht maakte op nazi's, hielp bij de illegale immigratie van Holocaustoverlevenden naar Palestina en wapensmokkel voor de Hagana. Leden van de Joodse Brigade sloten zich aan bij de Bricha, een groep die de illegale immigratie vorm gaf. Zij maakten gebruik van de chaos die heerste in het bevrijdde Europa. Zo gebruikte de brigade Britse trucks om Joodse vluchtelingen mee te vervoeren en knepen een oogje dicht, of zorgden dat anderen dat deden, wanneer zij landsgrenzen passeerden. De Joodse Brigade hielp naar schatting tussen de vijftienduizend en twintigduizend Holocaustoverlevenden bij de emigratie naar Palestina.
Na de vorming van de staat Israël sloten veel veteranen zich aan bij het Israëlische Defensieleger. Vijfendertig van hen brachten het tot generaal.